# Malina Weissman
Malina Weissman (ur. 12 marca 2003 w Nowym Jorku) – amerykańska aktorka i modelka, która wystąpiła m.in. w serialu Netfliksa Seria niefortunnych zdarzeń.

## Życie i kariera
Weissman urodziła się i wciąż zamieszkuje w Nowym Jorku. Karierę w modelingu rozpoczęła w wieku ośmiu lat, idąc w ślady swojej matki, której agencja ją odkryła. Pracowała jako modelka dla takich projektantów i marek jak Calvin Klein, Ralph Lauren, Levi Strauss & Co., Benetton Group, DKNY czy H&M i wielu innych. Jako aktorka wystąpiła w reklamach ACT mouthwash, Maybelline, Purell i My Little Pony.
Jej debiutem aktorskim była rola młodej April O'Neil w komediowym filmie science fiction Wojownicze Żółwie Ninja z 2014 roku, którą to rolę dzieliła z Megan Fox.
W 2015 roku wystąpiła jako młoda Kara Zor-El w serialu Supergirl produkcji Columbia Broadcasting System oraz Warner Bros. Television. W dorosłą postać wcieliła się Melissa Benoist.
W 2016 roku Weissman zagrała w filmie Thirsty. Dostała także rolę Rebecki Brand w filmie komediowym Jak zostać kotem, w którym wystąpiła u boku Kevina Spaceya i Jennifer Garner.
W 2017 roku została obsadzona w roli Wioletki Baudelaire w serialu Seria niefortunnych zdarzeń wyprodukowanym przez Netflix.

## Filmografia

### Film
| Rok  | Tytuł                   | Rola                 |
| ---- | ----------------------- | -------------------- |
| 2014 | Wojownicze Żółwie Ninja | Młoda April O'Neil   |
| 2016 | Thirsty                 | Dziewczyna w różowym |
| 2016 | Jak zostać kotem        | Rebecca Brand        |
| 2024 | Ick                     | Grace                |

### Telewizja
| Rok       | Tytuł                       | Rola                | Uwagi                |
| --------- | --------------------------- | ------------------- | -------------------- |
| 2015–2016 | Difficult People            | Renee Epstein       | 2 odcinki            |
| 2015–2017 | Supergirl                   | młoda Kara Zor-El   | 7 odcinków           |
| 2017–2019 | Seria niefortunnych zdarzeń | Wioletka Baudelaire | główna rola; 25 odc. |
| 2022      | Evil                        | Candice Berganza    | 1 odc.               |